# Urdiain
Urdiain – gmina w Hiszpanii, w Nawarze, o powierzchni 15,19 km². W 2011 roku gmina liczyła 700 mieszkańców.